# Fausto Alzati
Fausto Alzati Araiza (Guanajuato, Guanajuato; 14 de junio de 1953-Ciudad de México, 17 de junio de 2020) fue un político y economista mexicano, miembro del Partido Revolucionario Institucional que fungió brevemente como secretario de Educación Pública del 1 de diciembre de 1994 al 22 de enero 
de 1995, durante el sexenio de Ernesto Zedillo Ponce de León. Fue destituido de este cargo debido a un escándalo ocasionado por haber firmado con facsímil, documentos en que se ostentaba con el título de doctor, sin haber realizado los trámites correspondientes en la Universidad de Harvard para la obtención de dicho grado académico, a pesar de contar con los estudios correspondientes. Se desempeñó también como director general del Consejo Nacional de Ciencia y Tecnología (Conacyt) durante el gobierno de Carlos Salinas de Gortari. Desde el 2006 fue consultor privado y asesor de diversas instituciones públicas y privadas, y fue también funcionario en distintos niveles en diversas instancias gubernamentales. Falleció en la Ciudad de México el 17 de junio de 2020.

## Estudios académicos
Fausto Alzati se tituló como licenciado en Derecho en la Universidad Nacional Autónoma de México en 1995, realizó estudios de la licenciatura en ciencias y técnicas de la información en la Universidad Iberoamericana, obtuvo el grado de maestría en administración pública y realizó un doctorado en ciencias políticas en Harvard, para la época en que terminó sus estudios, Alzati fue el segundo mexicano en lograr obtener aquel título en la historia.
El funcionario fue fuertemente criticado por haber firmado como doctor sin haber obtenido el grado académico a pesar de contar con dichos estudios, por lo que en 1995 fue destituido de su cargo de secretario de educación pública durante la administración del presidente Ernesto Zedillo. En 1997, una vez concluidos los trámites correspondientes, le fue otorgado el título de PhD por la Universidad de Harvard.

## Cargos gubernamentales y administrativos
Ocupó, entre otros, los siguientes cargos en el Gobierno:
- Regidor y Oficial Mayor del Ayuntamiento de Guanajuato (1973 - 1976);
- Director general de Planeación de la Secretaría de Energía, Minas e Industria Paraestatal;
- Subdirector de Estudios Económicos del Instituto de Estudios Políticos, Económicos y Sociales (IEPES) del Partido Revolucionario Institucional, institución política a la que perteneció desde 1968;
- Estancia destacada en el doctorado de Economía Política y colaborador de Samuel Huntington, en la Universidad de Harvard[4]
- Coordinador de la División de Economía de la Universidad de Harvard[5] e investigador visitante de la misma de 1985 a 1987;[6] Sin embargo, existió una polémica en medios de comunicación, pues se afima que no tenía el doctorado mientras fue Secretario de Educación[7]
- Profesor en el ITAM y en El Colegio de México;[8]
- Coordinador sectorial de Ernesto Zedillo en la Secretaría de Programación y Presupuesto;
- Director general del Consejo Nacional de Ciencia y Tecnología (Conacyt), 1991 - 1994
- Secretario de Educación Pública, cargo del que fue obligado a renunciar en 1995, cuando se descubrió que no tenía el grado académico de doctor que aseguraba tener y que no obtuvo sino hasta 1997.
- Secretario Ejecutivo del Consejo Nacional de Infraestructura;
- Experto en crecimiento económico, política energética, política tecnológica, tecnologías de la información, seguros, infraestructura y financiamiento de proyectos, y telecomunicaciones;
- Cumplió funciones diversas en las secretarías de Hacienda y Crédito Público y la de Educación Pública;[9]
- Secretario Ejecutivo del Consejo Nacional de Infraestructura de la Presidencia de la República;
- Exfuncionario de la entonces llamada Secretaría de Energía, Minas e Industria Paraestatal (Semip), desde 1994 conocida como Secretaría de Energía;
- Asesor en el departamento de Finanzas de Petróleos Mexicanos.[10]
- El 8 de julio de 2013, fue nombrado director general de Televisión Educativa de la Secretaría de Educación Pública por el Secretario Emilio Chuayffet.[11][12]
- El 16 de junio de 2014 fue removido de esa Dirección sin que la SEP explicara los motivos que llevaron a esa decisión.[13] Sin embargo, se presume que la causa fue un escándalo iniciado en las instalaciones de la Dirección General el 13 de junio durante la inauguración de una exposición pictórica de la muralista mexicana Aurora Reyes, y llevado a las redes sociales durante los siguientes días por el propio Fausto Alzati.[14]

- Fue  director de Aseguradora Hidalgo (durante la presidencia de Vicente Fox Quesada).[10]

## Actividades docentes
Trabajó como docente en la Universidad de California en Los Ángeles (UCLA), en El Colegio de México, en el Instituto Tecnológico Autónomo de México, en la Universidad Iberoamericana y en el Instituto Matías Romero de la Secretaría de Relaciones Exteriores.

## Distinciones
Recibió la presea Gabino Barreda el 22 de septiembre de 2011 de manos del  gobernador de Puebla, Rafael Moreno Valle Rosas.